# بیورن اریکسون
بیورن اریکسون (سوئدی: Björn Eriksson؛ زادهٔ ۷ دسامبر ۱۹۴۵) شهروند سوئد است. وی پیش از این مدیر گارد ساحلی و پلیس سوئد بود. اریکسون از ۱۹۹۴ تا ۱۹۹۶ رئیس پلیس بین‌الملل بود. او از ۱۹۹۶ تا ۳۱ اوت ۲۰۰۹ فرماندار شهرستان اوستریوتلاند بود و اکنون ساکن لینشوپینگ است.

## زندگی‌نامه

### دوران کودکی و تحصیلات
اریکسون در استکهلم، سوئد به دنیا آمد، پدرش کی جی اریکسون بود و مادرش آینا هر دو سوئدی بودند، او در سال ۱۹۶۸ فارغ‌التحصیل دانشکده اقتصاد استکهلم شد و از ۱۹۶۸ تا ۱۹۶۹ در بانک حساب‌های پس‌انداز مشغول کار شد.

### فعالیت حرفه‌ای
اریکسون از ۱۹۶۹ تا ۱۹۷۶ در وزارت دارایی و همچنین در وزارت بودجه، به عنوان افسر میدانی و سپس از ۱۹۷۷ تا ۱۹۸۱ به عنوان مدیر و از سال ۱۹۷۷ تا ۱۹۸۳ در سمت مدیر بودجه خدمت کرد. او سپس از سال ۱۹۸۳ تا ۱۹۸۸ مدیر کل گمرک و رئیس خدمات گمرکی و گارد ساحلی سوئد شد. در سال ۱۹۸۸ اریکسون به ریاست سازمان جهانی گمرک منصوب شد. اریکسون از سال ۱۹۸۸ تا ۱۹۹۶ به عنوان کمیسر پلیس ملی و از سال ۱۹۹۳ رئیس انجمن ملی ایمنی جاده‌ها بود. اریکسون همچنین از سال ۱۹۹۲ تا ۱۹۹۴ معاون پلیس بین‌الملل و از سال ۱۹۹۴ تا ۱۹۹۶ رئیس آن شد و پس از آن به عنوان اولین رئیس افتخاری اینترپل منصوب شد. او تاکنون این عنوان را حفظ کرده‌است. در سال ۱۹۹۶، اریکسون بیورنکرامار را با حکایت‌هایی از زمان خود در سازمان بین‌المللی پلیس جنایی (اینترپل) منتشر کرد.
اریکسون از سال ۱۹۹۶ تا ۲۰۰۹ به عنوان فرماندار شهرستان اوستریوتلاند خدمت کرد. در سال ۲۰۰۵ به عنوان فرماندار شهرستان لینشوپینگ و در سال ۱۹۹۸ در یک نظرسنجی که توسط رادیو اوسترگوتلند برگزار شد، به عنوان شهروند سال اوسترگوتلند انتخاب شد. اریکسون یک نیروی محرکه در تلاش برای ایجاد یک مرکز تحقیقات در مورد جرایم اقتصادی بوده‌است وی از جنس تما و تحقیقات در مورد بریجت در سوئد حمایت کرده‌است. او همچنین از دانشگاه لینشوپینگ حمایت کرده‌است و در بهار ۲۰۰۶ مدرک دکترای افتخاری فلسفه را از این دانشگاه دریافت کرد. اریکسون در زمان فرمانداری شهرستان، سالانه ساکنان اوستریوتلاند را برای اجرای ترانه و تئاتر در قلعه لینشوپینگ دعوت می‌کرد، جایی که او گاهی به عنوان بازیگر نیز شرکت می‌کرد. به صورت متناوب به عنوان میزبان پخت نان و قهوه، اریکسون و همسرش هلنا مدیر هنری برنامه‌ها بودند. در شهر ریمفورسا، شهرداری کیند همچنین خیابانی به نام اریکسون وجود دارد.
پس از استعفای اریکسون به عنوان فرماندار، او شرکت مشاوره بیورن را اداره می‌کند و در آنجا جلسه سخنرانی در مورد موضوعات مختلف برگزار می‌کند. در سال‌های ۲۰۰۹–۲۰۱۰ او هماهنگ‌کننده دولت برای پذیرش کودکان پناهجوی بدون همراه بود. اریکسون از سال ۲۰۱۱ عضو هیئت مدیره کنفدراسیون ورزش سوئد می‌باشد، وی در سال ۲۰۱۵ به عنوان رئیس انتخاب شد. او همچنین در سال‌های ۲۰۰۱ تا ۲۰۱۱ رئیس فدراسیون ورزش دوگانه سوئد بود و اکنون در هیئت مشورتی و هیئت مشورتی همان اتحادیه حضور دارد.
در سال ۲۰۱۳ اریکسون رئیس هیئت مدیره دانشکده علوم ورزشی و بهداشت سوئد و انجمن تجاری صنعت امنیت شد. اریکسون همچنین در۲۰۱۴–۲۰۱۵ رئیس انجمن دو و میدانی سوئد بود.
اریکسون در سال ۲۰۱۵ به عنوان رهبر قیام شورش نقدی فعالیت داشت، جنبشی که قصد دارد پول نقد را به عنوان وسیله‌ای برای پرداخت در آینده جاری کند.
اریکسون در ۳۱ مه ۲۰۱۵ به عنوان رئیس کنفدراسیون ورزشی سوئد، هیئت ملی ورزش و همچنین انجمن مطالعات ورزش سوئد انتخاب شد.